# Mò hoa xanh
Mò hoa xanh (danh pháp Clerodendrum chlorisepalum) là một loài thực vật có hoa trong họ Hoa môi. Loài này được Merr. ex Moldenke mô tả khoa học đầu tiên năm 1963.